# شاوفلینگ
شاوفلینگ (به آلمانی: Schaufling) یک شهر در آلمان است که در دگندورف واقع شده‌است.

## خصوصیات
شاوفلینگ ۲۵٫۴۳ کیلومترمربع مساحت دارد ۴۴۳ متر بالاتر از سطح دریا واقع شده‌است.